# Arthur Lyon Bowley
Arthur Lyon Bowley (Bristol, Inglaterra, 6 de noviembre de 1869 - Haslemere, Surrey, Inglaterra, 21 de enero de 1957) fue un estadístico y economista inglés que trabajó en Estadística Económica y fue pionero en el uso de técnicas de muestreo en encuestas sociales.

## Biografía
James William Lyon Bowley, ministro de la Iglesia de Inglaterra, murió en 1870 dejando a su esposa a cargo de sietehijos, entre ellos a Arthur  con años de edad
. Arthur estudió en Christ's Hospital, un internado en Sussex Occidental, donde se ganaría una beca para estudiar matemáticas en el Trinity College y de donde se graduaría con honores. En Cambridge asistió un curso corto con Alfred Marshall quien influiría en su decisión de dedicarse a la estadística económica. Obtuvo el premio de ensayo,  Cobden Essay Prize, que se publicaría como A Short Account of England’s Foreign Trade in the Nineteenth Century. Marshall seguiría de cerca su carrera y lo recomendó para trabajos; entre sus consejos se destaca que tras revisar sus Elementos de Estadística comentaría que tenía “demasiada matemática”.
Entre 1893 y 1899 impartió matemáticas en el colegio público St John's School, Leatherhead. Su primer artículo aparecería en 1895, en el Journal of the Royal Statistical Society. En el mismo año abriría el London School of Economics - LSE donde se vincularía como lector académico de tiempo parcial. Estaría en la institución hasta su jubilación en 1936. También fue profesor en otras instituciones: durante más de diez años impartió clases en la Universidad de Reading y durante los periodos 1897–98 y 1927–28 tuvo la cátedra Newmarch en la University College de Londres. En LSE sería ascendido a Reader en 1908 y a Docente en 1915. En 1919 se le asignó la dirección del Departamento de Estadística, probablemente el primero de su tipo en Gran Bretaña. Sin embargo, en ese momento el grupo de estadística era muy pequeño, vinculándose en 1924 E. C. Rhodes y en 1928 R. G. D. Allen
Bowly inició una línea de estudios sobre estadística económica británica, comenzando en la década de 1890 con trabajos sobre comercio, salarios e ingresos, y sobre ingreso nacional en las décadas de 1920 y 1930. Se destaca su colaboración con Josiah Stamp sobre la comparación del ingreso del Reino Unido en 1911 y 1924. Hacia 1910 Bowly incluiría en su trabajo estadísticas sociales, con un objetivo similar a los trabajos de Charles Booth (Life and Labour of the People in London de 1889-1903) y  Seebohm Rowntree (Poverty, A Study of Town Life de 1901). Introdujo innovaciones metodológicas, en particular el uso de técnicas de muestreo. Bowly expuso con detalle su postura sobre el muestreo en una publicación de 1926 de 62 páginas. Su mayor contribución sobre encuestas sociales fue la monumental Nueva Encuesta de Vida y Trabajo en Londres. También se interesó en otros temas, como en su colaboración con Allen en un estudio econométrico sobre gasto de hogares.
Sus Elementos de Estadística se considera como el primer libro de texto sobre estadística en inglés. En él se describen las técnicas de la estadística descriptiva muy útil para la economía y las ciencias sociales. En las primeras ediciones incluía poca teoría estadística hasta la cuarta edición de 1920. Bowley no fue un gran innovador en teoría estadística, siguiendo los trabajos de Karl Pearson, Udny Yule y, principalmente, F. Y. Edgeworth. En 1930 Bowley hizo comentarios reaccionarios sobre Neyman y su intervalo de confianza. Sus enseñanzas presagiarían futuros desarrollos en Análisis exploratorio de datos luego popularizados por John W. Tukey
En su Mathematical Groundwork of Economics expuso las principales ideas y técnicas de la economía matemática para economistas practicantes (no para principiantes) y es el primer libro de su tipo en inglés. Uno de sus principales aportes fue popularizar la caja de Edgeworth entre economistas también conocida hoy como caja de Edgeworth-Bowley.

## Ley de Bowley
La ley de Bowley, formulada por él mismo, en econometría, observa cómo la participación de la mano de obra medida en salarios es constante respecto al producto nacional bruto. Bowley lo notó por primera vez al estudiar datos económicos sobre Gran Bretaña que abarcaban desde finales del siglo XIX hasta principios del XX. La ley de Bowley ha sido fuente de debate tanto empírico como teórico entre diferentes teorías macroeconómicas distributivas. Investigaciones durante el siglo XXI han mostrado que la ley no se cumple, ya que la participación de los salarios ha disminuido de manera sustancial y significativa en las economías más industrilizadas a partir de 1980s.

## Obras
- A Short Account of England’s Foreign Trade in the Nineteenth Century: its economic and social results; with 10 statistical diagrams (London 1893, 1905, 1922).
- Wages and Income in the United Kingdom Since 1860, 1900.
- Elements of Statistics, 1901. (4th edition in 1920)
- Livelihood and Poverty: a study in the economic conditions of working-class households, with A.R. Bennett-Hurst, 1915.
- The Division of the Product of Industry, 1919
- The Mathematical Groundwork of Economics, 1924.
- Has Poverty Diminished? with M.Hogg, 1925.
- Measurement of Precision attained in SamplingBulletin de l'Institut International de Statistique, 1926
- The National Income 1924 with J. Stamp, 1927.
- Bilateral Monopoly, 1928, Economic Journal.
- F. Y. Edgeworth's Contributions to Mathematical Statistics, 1928.
- New Survey of London Life and Labour, 1930-35.
- Family Expenditure with R.G.D. Allen, 1935.
- Three Studies in National Income, 1939.